# Culture Club/Diskografie
Diese Diskografie ist eine Übersicht über die musikalischen Werke der britischen Popband Culture Club. Den Quellenangaben und Schallplattenauszeichnungen zufolge verkaufte sie bisher mehr als 25,8 Millionen Tonträger, davon alleine in ihrer Heimat über 5,9 Millionen. Ihre erfolgreichste Veröffentlichung ist das Studioalbum Colour by Numbers mit über zehn Millionen verkauften Einheiten.

## Alben

### Studioalben
| Jahr | Titel Musiklabel                                | Höchstplatzierung, Gesamtwochen/‑monate, AuszeichnungChartplatzierungen (Jahr, Titel, Musiklabel, Platzierungen, Wochen/Monate, Auszeichnungen, Anmerkungen) | Höchstplatzierung, Gesamtwochen/‑monate, AuszeichnungChartplatzierungen (Jahr, Titel, Musiklabel, Platzierungen, Wochen/Monate, Auszeichnungen, Anmerkungen) | Höchstplatzierung, Gesamtwochen/‑monate, AuszeichnungChartplatzierungen (Jahr, Titel, Musiklabel, Platzierungen, Wochen/Monate, Auszeichnungen, Anmerkungen) | Höchstplatzierung, Gesamtwochen/‑monate, AuszeichnungChartplatzierungen (Jahr, Titel, Musiklabel, Platzierungen, Wochen/Monate, Auszeichnungen, Anmerkungen) | Höchstplatzierung, Gesamtwochen/‑monate, AuszeichnungChartplatzierungen (Jahr, Titel, Musiklabel, Platzierungen, Wochen/Monate, Auszeichnungen, Anmerkungen) | Anmerkungen                                                   |
| Jahr | Titel Musiklabel                                | DE | AT | CH | UK | US | Anmerkungen                                                   |
| ---- | ----------------------------------------------- | --- | --- | --- | --- | --- | ------------------------------------------------------------- |
| 1982 | Kissing to Be Clever Virgin Records             | DE8 (24 Wo.)DE | AT6 (2 Mt.)AT | — | UK5 Platin · (59 Wo.)UK | US14 Platin · (88 Wo.)US | Erstveröffentlichung: 24. September 1982 Verkäufe + 4.000.000 |
| 1983 | Colour by Numbers Virgin Records                | DE6 (20 Wo.)DE | AT17 (2½ Mt.)AT | CH4 (15 Wo.)CH | UK1 ×3Dreifachplatin · (56 Wo.)UK | US2 ×4Vierfachplatin · (59 Wo.)US | Erstveröffentlichung: 10. Oktober 1983 Verkäufe + 10.000.000  |
| 1984 | Waking Up with the House on Fire Virgin Records | DE22 (11 Wo.)DE | — | CH21 (3 Wo.)CH | UK2 Platin · (13 Wo.)UK | US26 Platin · (20 Wo.)US | Erstveröffentlichung: 25. Oktober 1984 Verkäufe + 2.104.000   |
| 1986 | From Luxury to Heartache Virgin Records         | DE45 (6 Wo.)DE | — | CH24 (3 Wo.)CH | UK10 Silber · (6 Wo.)UK | US32 (17 Wo.)US | Erstveröffentlichung: 31. März 1986 Verkäufe + 130.000        |
| 1999 | Don’t Mind If I Do Virgin Records               | — | — | — | UK64 (1 Wo.)UK | — | Erstveröffentlichung: 22. November 1999                       |
| 2018 | Life BMG Rights Management                      | DE58 (1 Wo.)DE | — | CH89 (1 Wo.)CH | UK12 (4 Wo.)UK | — | Erstveröffentlichung: 26. Oktober 2018                        |

grau schraffiert: keine Chartdaten aus diesem Jahr verfügbar

### Livealben
| Jahr | Titel Musiklabel                          | Anmerkungen                |
| ---- | ----------------------------------------- | -------------------------- |
| 2005 | The River Sessions River Records (Virgin) | Erstveröffentlichung: 2005 |

### Kompilationen
| Jahr | Titel                                                                                              | Höchstplatzierung, Gesamtwochen, AuszeichnungChartplatzierungen (Jahr, Titel, Platzierungen, Wochen, Auszeichnungen, Anmerkungen) | Höchstplatzierung, Gesamtwochen, AuszeichnungChartplatzierungen (Jahr, Titel, Platzierungen, Wochen, Auszeichnungen, Anmerkungen) | Höchstplatzierung, Gesamtwochen, AuszeichnungChartplatzierungen (Jahr, Titel, Platzierungen, Wochen, Auszeichnungen, Anmerkungen) | Höchstplatzierung, Gesamtwochen, AuszeichnungChartplatzierungen (Jahr, Titel, Platzierungen, Wochen, Auszeichnungen, Anmerkungen) | Höchstplatzierung, Gesamtwochen, AuszeichnungChartplatzierungen (Jahr, Titel, Platzierungen, Wochen, Auszeichnungen, Anmerkungen) | Anmerkungen                                                                         |
| Jahr | Titel                                                                                              | DE | AT | CH | UK | US | Anmerkungen                                                                         |
| ---- | -------------------------------------------------------------------------------------------------- | --- | --- | --- | --- | --- | ----------------------------------------------------------------------------------- |
| 1987 | This Time – Culture Club: The First Four Years Virgin Records                                      | — | — | — | UK8 Gold · (10 Wo.)UK | — | Erstveröffentlichung: 6. April 1987 Verkäufe + 100.000                              |
| 1989 | The Best of Culture Club Virgin Records                                                            | — | — | — | — | — | Erstveröffentlichung: September 1989                                                |
| 1991 | Collect – 12" Mixes Plus Virgin Records                                                            | — | — | — | — | — | Erstveröffentlichung: 1991                                                          |
| 1992 | Spin Dazzle Virgin Records                                                                         | — | AT36 (1 Wo.)AT | — | — | — | Erstveröffentlichung Juli 1992 Boy George und Culture Club                          |
| 1993 | At Worst … The Best Of Virgin Records                                                              | — | — | — | UK24 Silber · (5 Wo.)UK | US169 (3 Wo.)US | Erstveröffentlichung: September 1993 Boy George und Culture Club Verkäufe + 160.000 |
| 1996 | The Best of Culture Club Original Hits Disky                                                       | — | — | — | — | — | Erstveröffentlichung: 1996                                                          |
| 1997 | Very Best of Culture Club & Boy George Disky                                                       | — | — | — | — | — | Erstveröffentlichung: 1997                                                          |
| 1998 | IZAM Presents the Best of Boy George & Culture Club – For Children’s Children Virgin Records (EMI) | — | — | — | — | — | Erstveröffentlichung: 28. März 1998 Boy George und Culture Club                     |
| 1998 | Greatest Moments Virgin Records                                                                    | — | — | — | UK15 Platin · (14 Wo.)UK | US148 (2 Wo.)US | Erstveröffentlichung: November 1998 Verkäufe + 300.000                              |
| 2005 | Greatest Hits Virgin Records (EMI)                                                                 | — | — | — | UK— GoldUK | — | Erstveröffentlichung: 2005 Verkäufe + 100.000                                       |
| 2005 | Singles and Remixes Virgin Records (EMI)                                                           | — | — | — | — | — | Erstveröffentlichung: 21. Juli 2005                                                 |
| 2008 | Platinum EMI                                                                                       | — | — | — | — | — | Erstveröffentlichung: 2008                                                          |
| 2011 | Essential Virgin Records (EMI)                                                                     | — | — | — | — | — | Erstveröffentlichung: 2011                                                          |
| 2011 | Miss Me Blind Greatest Hits Live! Fuel 2000                                                        | — | — | — | — | — | Erstveröffentlichung: 9. August 2011                                                |
| 2012 | The Hits Collection Music Club Deluxe (EMI)                                                        | — | — | — | — | — | Erstveröffentlichung: 13. Februar 2012                                              |

### EPs
| Jahr | Titel Musiklabel   | Anmerkungen                                              |
| ---- | ------------------ | -------------------------------------------------------- |
| 1985 | Culture Club Amiga | Erstveröffentlichung: 1985 nur in der DDR veröffentlicht |

## Singles
| Jahr | Titel Album                                        | Höchstplatzierung, Gesamtwochen/‑monate, AuszeichnungChartplatzierungen (Jahr, Titel, Album, Platzierungen, Wochen/Monate, Auszeichnungen, Anmerkungen) | Höchstplatzierung, Gesamtwochen/‑monate, AuszeichnungChartplatzierungen (Jahr, Titel, Album, Platzierungen, Wochen/Monate, Auszeichnungen, Anmerkungen) | Höchstplatzierung, Gesamtwochen/‑monate, AuszeichnungChartplatzierungen (Jahr, Titel, Album, Platzierungen, Wochen/Monate, Auszeichnungen, Anmerkungen) | Höchstplatzierung, Gesamtwochen/‑monate, AuszeichnungChartplatzierungen (Jahr, Titel, Album, Platzierungen, Wochen/Monate, Auszeichnungen, Anmerkungen) | Höchstplatzierung, Gesamtwochen/‑monate, AuszeichnungChartplatzierungen (Jahr, Titel, Album, Platzierungen, Wochen/Monate, Auszeichnungen, Anmerkungen) | Anmerkungen                                                  |
| Jahr | Titel Album                                        | DE | AT | CH | UK | US | Anmerkungen                                                  |
| ---- | -------------------------------------------------- | --- | --- | --- | --- | --- | ------------------------------------------------------------ |
| 1982 | White Boy Kissing to Be Clever                     | — | — | — | — | — | Erstveröffentlichung: 30. April 1982                         |
| 1982 | I’m Afraid of Me Kissing to Be Clever              | — | — | — | — | — | Erstveröffentlichung: 25. Juni 1982                          |
| 1982 | Do You Really Want to Hurt Me Kissing to Be Clever | DE1 Gold · (26 Wo.)DE | AT1 (4½ Mt.)AT | CH1 (13 Wo.)CH | UK1 Gold · (19 Wo.)UK | US2 (25 Wo.)US | Erstveröffentlichung: 6. September 1982 Verkäufe + 1.917.440 |
| 1982 | Time (Clock of the Heart) Kissing to Be Clever     | DE16 (17 Wo.)DE | AT9 (2 Mt.)AT | CH9 (4 Wo.)CH | UK3 Gold · (13 Wo.)UK | US2 (18 Wo.)US | Erstveröffentlichung: 5. November 1982 Verkäufe + 550.000    |
| 1983 | Church of the Poison Mind Colour by Numbers        | DE23 (10 Wo.)DE | AT12 (1 Mt.)AT | — | UK2 Silber · (9 Wo.)UK | US10 (17 Wo.)US | Erstveröffentlichung: März 1983 Verkäufe + 300.000           |
| 1983 | I’ll Tumble 4 Ya Kissing to Be Clever              | — | — | — | — | US9 (16 Wo.)US | Erstveröffentlichung: 27. Juni 1983 Verkäufe + 50.000        |
| 1983 | Karma Chameleon Colour by Numbers                  | DE2 Gold · (20 Wo.)DE | AT3 (3½ Mt.)AT | CH1 (16 Wo.)CH | UK1 ×2Doppelplatin · (21 Wo.)UK | US1 Gold · (22 Wo.)US | Erstveröffentlichung: 5. September 1983 Verkäufe + 5.000.000 |
| 1983 | Victims Colour by Numbers                          | DE39 (10 Wo.)DE | — | CH18 (4 Wo.)CH | UK3 Gold · (11 Wo.)UK | — | Erstveröffentlichung: 28. November 1983 Verkäufe + 500.000   |
| 1984 | Miss Me Blind Colour by Numbers                    | — | — | — | — | US5 (16 Wo.)US | Erstveröffentlichung: 14. Februar 1984 Verkäufe + 50.000     |
| 1984 | It’s a Miracle Colour by Numbers                   | DE41 (7 Wo.)DE | — | — | UK4 (9 Wo.)UK | US13 (13 Wo.)US | Erstveröffentlichung: 12. März 1984                          |
| 1984 | The War Song Waking Up with the House on Fire      | DE12 (15 Wo.)DE | — | CH10 (8 Wo.)CH | UK2 Silber · (8 Wo.)UK | US17 (13 Wo.)US | Erstveröffentlichung: 24. September 1984 Verkäufe + 300.000  |
| 1984 | The Medal Song Waking Up with the House on Fire    | — | — | — | UK32 (6 Wo.)UK | — | Erstveröffentlichung: 19. November 1984                      |
| 1984 | Mistake No. 3 Waking Up with the House on Fire     | — | — | — | — | US33 (13 Wo.)US | Erstveröffentlichung: November 1984                          |
| 1985 | Love Is Love Electric Dreams O.S.T.                | — | — | — | — | — | Erstveröffentlichung: Februar 1985                           |
| 1986 | Move Away From Luxury to Heartache                 | DE21 (13 Wo.)DE | — | CH18 (6 Wo.)CH | UK7 (7 Wo.)UK | US12 (14 Wo.)US | Erstveröffentlichung: 3. März 1986                           |
| 1986 | God Thank You Woman From Luxury to Heartache       | — | — | — | UK31 (5 Wo.)UK | — | Erstveröffentlichung: 12. Mai 1986                           |
| 1998 | I Just Wanna Be Loved Don’t Mind If I Do           | DE80 (8 Wo.)DE | — | — | UK4 Silber · (12 Wo.)UK | — | Erstveröffentlichung: 19. Oktober 1998 Verkäufe + 200.000    |
| 1999 | Your Kisses Are Charity Don’t Mind If I Do         | DE88 (7 Wo.)DE | — | — | UK25 (6 Wo.)UK | — | Erstveröffentlichung: 26. Juli 1999                          |
| 1999 | Cold Shoulder / Starman Don’t Mind If I Do         | — | — | — | UK43 (3 Wo.)UK | — | Erstveröffentlichung: 27. September 1999                     |
| 2014 | More Than Silence –                                | — | — | — | — | — | Erstveröffentlichung: 3. November 2014                       |
| 2018 | Let Somebody Love You Lift                         | — | — | — | — | — | Erstveröffentlichung: 3. August 2018                         |
| 2019 | Runaway Train –                                    | — | — | — | — | — | Erstveröffentlichung: 3. Mai 2019                            |

## Videoalben
| Jahr | Titel                                                  | Höchstplatzierung, Gesamtwochen, AuszeichnungChartplatzierungen (Jahr, Titel, Platzierungen, Wochen, Auszeichnungen, Anmerkungen) | Höchstplatzierung, Gesamtwochen, AuszeichnungChartplatzierungen (Jahr, Titel, Platzierungen, Wochen, Auszeichnungen, Anmerkungen) | Höchstplatzierung, Gesamtwochen, AuszeichnungChartplatzierungen (Jahr, Titel, Platzierungen, Wochen, Auszeichnungen, Anmerkungen) | Höchstplatzierung, Gesamtwochen, AuszeichnungChartplatzierungen (Jahr, Titel, Platzierungen, Wochen, Auszeichnungen, Anmerkungen) | Höchstplatzierung, Gesamtwochen, AuszeichnungChartplatzierungen (Jahr, Titel, Platzierungen, Wochen, Auszeichnungen, Anmerkungen) | Anmerkungen                              |
| Jahr | Titel                                                  | DE | AT | CH | UK | US | Anmerkungen                              |
| ---- | ------------------------------------------------------ | --- | --- | --- | --- | --- | ---------------------------------------- |
| 1984 | A Kiss Across the Ocean                                | — | — | — | — | — | Erstveröffentlichung: 1984               |
| 1987 | This Time – The First Four Years                       | — | — | — | — | — | Erstveröffentlichung: 1987               |
| 2000 | Don’t Mind If I Do… Video 3-Pack                       | — | — | — | — | — | Erstveröffentlichung: 30. September 2000 |
| 2003 | Live at the Royal Albert Hall 20th Anniversary Concert | — | — | — | UK38 (1 Wo.)UK | — | Erstveröffentlichung: 10. März 2003      |
| 2004 | Greatest Hits                                          | — | — | — | — | — | Erstveröffentlichung: 25. Oktober 2004   |
| 2006 | Live in Sydney                                         | — | — | — | — | — | Erstveröffentlichung: 16. Mai 2006       |

## Boxsets
| Jahr | Titel Album                 | Anmerkungen                                          |
| ---- | --------------------------- | ---------------------------------------------------- |
| 2002 | Culture Club Virgin Records | Erstveröffentlichung: 2. Dezember 2002 Box mit 4 CDs |

## Sonderveröffentlichungen
| Jahr | Titel Album                                  | Anmerkungen                                                           |
| ---- | -------------------------------------------- | --------------------------------------------------------------------- |
| 1998 | The Greatest Virgin Records (EMI)            | Erstveröffentlichung: 28. März 1998 Teil der Reihe The Greatest       |
| 2000 | Culture Club & Boy George Disky              | Erstveröffentlichung: 28. März 1998 Teil der Reihe Best Of The 80’s   |
| 2005 | The Ultra Selection Disky                    | Erstveröffentlichung: 2005 Teil der Reihe The UltraSelection          |
| 2007 | Greatest Hits Volume One                     | Erstveröffentlichung: 2007 Heftbeigabe des Sunday Express             |
| 2007 | Greatest Hits Volume Two                     | Erstveröffentlichung: 2007 Heftbeigabe des Sunday Express             |
| 2012 | 10 Great Songs Virgin Records (EMI)          | Erstveröffentlichung: 2012 Teil der Reihe 10 Great Songs              |
| 2012 | All the Best Virgin Records (EMI)            | Erstveröffentlichung: 2012 Teil der Reihe All the Best                |
| 2012 | So80s (Soeighties) Presents Culture Club EMI | Erstveröffentlichung: 30. März 2012 Teil der Reihe So80s (Soeighties) |
| 2013 | Icon Virgin Records (EMI)                    | Erstveröffentlichung: 2013 Teil der Reihe Icon                        |

## Statistik

### Chartauswertung
|                     | DE    | AT    | CH    | UK     | US    |
| ------------------- | ----- | ----- | ----- | ------ | ----- |
| Nummer-eins-Alben   | DE—DE | AT—AT | CH—CH | UK1UK  | US—US |
| Top-10-Alben        | DE2DE | AT1AT | CH1CH | UK5UK  | US1US |
| Alben in den Charts | DE5DE | AT3AT | CH4CH | UK10UK | US6US |

|                       | DE     | AT    | CH    | UK     | US     |
| --------------------- | ------ | ----- | ----- | ------ | ------ |
| Nummer-eins-Singles   | DE1DE  | AT1AT | CH2CH | UK2UK  | US1US  |
| Top-10-Singles        | DE2DE  | AT3AT | CH4CH | UK9UK  | US6US  |
| Singles in den Charts | DE10DE | AT4AT | CH6CH | UK12UK | US10US |

|                          | DE    | AT    | CH    | UK    | US    |
| ------------------------ | ----- | ----- | ----- | ----- | ----- |
| Nummer-eins-Videoalben   | DE—DE | AT—AT | CH—CH | UK—UK | US—US |
| Top-10-Videoalben        | DE—DE | AT—AT | CH—CH | UK—UK | US—US |
| Videoalben in den Charts | DE—DE | AT—AT | CH—CH | UK1UK | US—US |

### Auszeichnungen für Musikverkäufe
| Goldene Schallplatte - Australien - 1982: für das Album Kissing to Be Clever - Dänemark - 1983: für die Single Do You Really Want to Hurt Me - 1983: für das Album Kissing to Be Clever - Frankreich - 1982: für die Single Do You Really Want to Hurt Me - 1983: für die Single Karma Chameleon - 1984: für das Album Colour by Numbers - 1985: für das Album Waking Up with the House on Fire - 1994: für das Album At Worst... The Best Of Boy George & Culture Club - Italien - 2019: für die Single Karma Chameleon - Kanada - 1983: für die Single Time (Clock of the Heart) - 1983: für die Single I’ll Tumble 4 Ya - 1984: für die Single Church of the Poison Mind - 1984: für die Single Miss Me Blind - 1985: für die Single The War Song - Neuseeland - 1982: für das Album Kissing to Be Clever - 1983: für die Single Do You Really Want to Hurt Me - Niederlande - 1982: für die Single Do You Really Want to Hurt Me - Schweden - 1983: für die Single Do You Really Want to Hurt Me - 1983: für das Album Kissing to Be Clever - Spanien - 1983: für das Album Colour by Numbers | Platin-Schallplatte - Dänemark - 2025: für die Single Karma Chameleon - Hongkong - 1990: für das Album Colour by Numbers - Kanada - 1983: für die Single Do You Really Want to Hurt Me - Neuseeland - 1983: für das Album Colour by Numbers - 1985: für das Album Waking Up with the House on Fire - Niederlande - 1984: für das Album Colour by Numbers - Spanien - 2024: für die Single Karma Chameleon 2× Platin-Schallplatte - Kanada - 1984: für die Single Karma Chameleon - 1985: für das Album Waking Up with the House on Fire - Neuseeland - 2023: für die Single Karma Chameleon 3× Platin-Schallplatte - Kanada - 1984: für das Album Kissing to Be Clever Diamantene Schallplatte - Brasilien - 2024: für die Single Karma Chameleon - Kanada - 1984: für das Album Colour by Numbers |

Anmerkung: Auszeichnungen in Ländern aus den Charttabellen bzw. Chartboxen sind in ebendiesen zu finden.
| Land/RegionAuszeichnungen für Musikverkäufe (Land/Region, Auszeichnungen, Verkäufe, Quellen) | Silber     | Gold       | Platin       | Diamant     | Verkäufe  | Quellen                          |
| -------------------------------------------------------------------------------------------- | ---------- | ---------- | ------------ | ----------- | --------- | -------------------------------- |
| Australien (ARIA)                                                                            | —          | Gold1      | —            | —           | 20.000    | Einzelnachweise                  |
| Brasilien (PMB)                                                                              | —          | —          | —            | Diamant1    | 250.000   | pro-musicabr.org.br              |
| Dänemark (IFPI)                                                                              | —          | 2× Gold2   | Platin1      | —           | 190.000   | ifpi.dk americanradiohistory.com |
| Deutschland (BVMI)                                                                           | —          | 2× Gold2   | —            | —           | 550.000   | musikindustrie.de                |
| Frankreich (SNEP)                                                                            | —          | 5× Gold5   | —            | —           | 1.300.000 | infodisc.fr                      |
| Hongkong (IFPI/HKRIA)                                                                        | —          | —          | Platin1      | —           | 20.000    | ifpihk.org                       |
| Italien (FIMI)                                                                               | —          | Gold1      | —            | —           | 25.000    | fimi.it                          |
| Japan (RIAJ)                                                                                 | —          | —          | —            | —           | 1.234.688 | bestsellingalbums.org            |
| Kanada (MC)                                                                                  | —          | 5× Gold5   | 8× Platin8   | Diamant1    | 2.050.000 | musiccanada.com                  |
| Neuseeland (RMNZ)                                                                            | —          | 2× Gold2   | 4× Platin4   | —           | 120.000   | aotearoamusiccharts.co.nz NZ2    |
| Niederlande (NVPI)                                                                           | —          | Gold1      | Platin1      | —           | 200.000   | nvpi.nl                          |
| Schweden (IFPI)                                                                              | —          | 2× Gold2   | —            | —           | 75.000    | worldradiohistory.com            |
| Spanien (Promusicae)                                                                         | —          | Gold1      | Platin1      | —           | 110.000   | elportaldemusica.es ES2          |
| Vereinigte Staaten (RIAA)                                                                    | —          | Gold1      | 6× Platin6   | —           | 7.000.000 | riaa.com                         |
| Vereinigtes Königreich (BPI)                                                                 | 5× Silber5 | 5× Gold5   | 8× Platin8   | —           | 5.943.347 | bpi.co.uk                        |
| Insgesamt                                                                                    | 5× Silber5 | 28× Gold28 | 30× Platin30 | 2× Diamant2 |           |                                  |